# استنبریج استاسیون، کبک
استنبریج استاسیون (به فرانسوی: Stanbridge Station) شهری در منطقه شهری بروم-میسیسکوا ناحیه مونترژی در استان کبک کانادا است. در سرشماری سال ۲۰۱۱ این شهر ۳۴۱ نفر جمعیت داشته و مساحت آن ۱۸٫۱۱ کیلومتر مربع است.